# Giulio Carlo de' Toschi di Fagnano

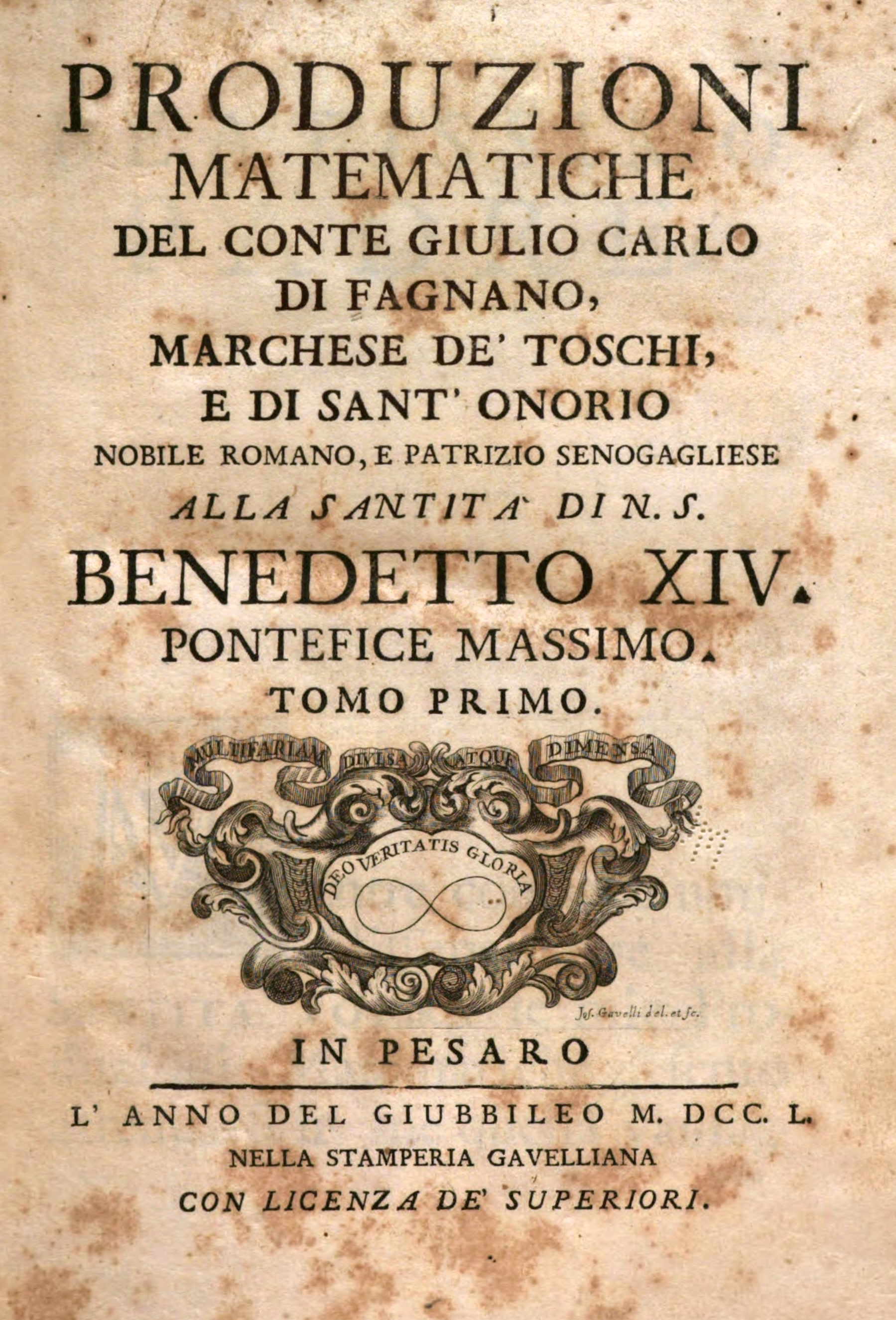
Produzioni matematiche, 1750

Giulio Carlo, Count Fagnano (și Marchiz de Toschi, n. 6 decembrie 1682 la Senigallia - d. 26 septembrie 1766) a fost un matematician italian. 
Este primul care s-a ocupat de teoria integralelor eliptice.
A purtat corespondență cu Lagrange, lucru atestat de lucrarea publicată de acesta din urmă sub titlul: Lettera al conte G. C. da Fagnano (apărută la Torino în 1754).
În această lucrare, cei doi au stabilit un punct de vedere unitar asupra procedeelor de derivare și integrare.
În 1719, Fagnano a creat funcțiile eliptice și a descoperit formula:
{\displaystyle \pi =2i\ln(1-i)(1+i),}
prin care a anticipat legătura dintre numerele e, π și i, pe care a stabilit-o mai târziu Euler (Formula lui Euler).
Studiind lucrările lui Jean Bernoulli și Jacques Bernoulli, a cercetat arcele de elipsă, hiperbolă și lemniscată, descoperind formulele de compunere ale acestor arce, pe care le-a publicat în Giornale di Letterati d'Italia în 1716.
În 1738 a calculat expresia {\displaystyle {\sqrt[{n}]{a+{\sqrt {-b}}}},} considerând-o egală cu {\displaystyle X+iY} și a determinat numeric pe X și Y pentru {\displaystyle n=3,4,5,6,9,} calcul expus în Reccolta Calogera.
Din identitățile care se obțin la descompunerea expresiilor {\displaystyle (a+b+c)^{3}} și {\displaystyle (a+b+c)^{4},} Fagnano a obținut soluțiile ecuațiilor de gradul al treilea și al patrulea.
De asemenea, a reușit să găsească un procedeu algebric pentru împărțirea în n părți a cuadrantului de lemniscată, pentru {\displaystyle n=2\cdot 2^{m},n=3\cdot 2^{m},n=5\cdot 2^{m},} unde m este întreg.
Fomulele lui Fagnano de descompunere sunt soluții particulare ale unor ecuații diferențiale eliptice.
Încă din 1716, Fagnano a ajuns la conceptul de logaritm al unui număr imaginar, ceea ce a stârnit vii controverse între Leibniz și Jean Bernoulli, apoi între aceștia și Euler și D'Alembert.
Fagnano a devenit celebru prin încercarea de a demonstra teorema propusă de Euler, privind rectificarea algebrică a diferenței dintre două arce de conică și prin rezolvarea problemei în care se cerea să se împartă algebric, în două părți egale, un sfert dintr-o elipsă (1750).
La realizarea acestei lucrări a fost ajutat și de fiul său, Gian Francesco de Toschi di Fagnano (1715 - 1797).
Lucrarea a fost publicată în 1762, 1766 și 1770 în Nov. Acta Eruditorum.
În 1911 a fost publicată Opere matematiche, în trei volume, care cuprindea toate lucrările lui Fagnano.